# ジョン・ゴス (作曲家)
サー・ジョン・ゴス（Sir John Goss 1800年12月27日 - 1880年5月10日）は、イギリスのオルガニスト、作曲家、教育者。
音楽的教養の高い一家に生まれたゴスは、ロンドンでチャペル・ロイヤルの聖歌隊に入隊し、その後セント・ポール大聖堂のオルガニストだったトーマス・アトウッドに弟子入りする。しばらくオペラ興行会社の合唱団員として過ごした後、南ロンドンの教会でオルガニストに選任される。より名高いチェルシーのセント・ルーク教会のオルガン奏者を務めると、最終的にはセント・ポール大聖堂の職にまで登り詰め、そこで音楽水準の向上のため尽力した。
作曲家としてのゴスは、管弦楽曲はわずかしか書かなかったものの宗教的、世俗的な声楽曲によって知られている。彼の作品の中でも最も有名なのは讃美歌の「たたえよ、王なるわれらの神を」（Praise my Soul, the King of Heaven）や「See, Amid the Winter's Snow」である。タイムズ紙の音楽評論家はゴスについて、イギリスの作曲家の系譜の中で、ほとんど教会音楽だけに限定して作曲を行った最後の人物と評している。
ゴスは1827年から1874年まで王立音楽アカデミーの和声の教授を務める傍ら、セント・ポール大聖堂でも教えていた。アカデミーでの彼の門下生で有名な人物にはアーサー・サリヴァン、フレデリック・コーウェン、フレデリック・ブリッジなどがいる。セント・ポール大聖堂での教え子で最も著名なのは、ゴスのに続いて大聖堂のオルガニストを引き継いだジョン・ステイナーである。

## 生涯

### 幼少期

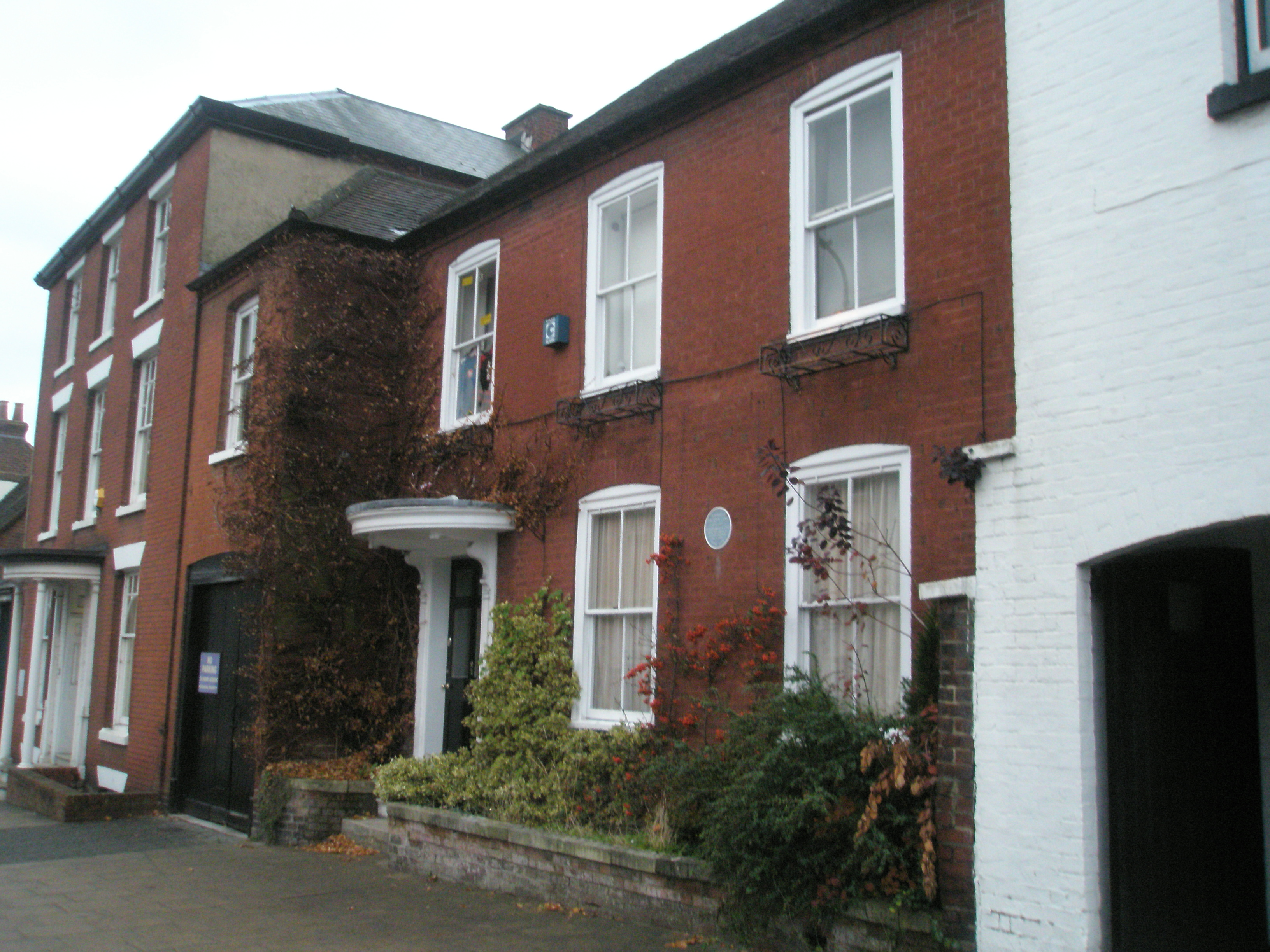
フェアハムでゴスが暮らした家

ゴスの家庭は音楽的に恵まれた環境であった。父のジョゼフ・ゴス（Joseph-）はハンプシャー州のフェアハム教区教会のオルガニストで、家族は以前に有名な歌手だったこともあった。ゴスは8歳になるとリングウッドの学校へ入学した。3年後、彼はおじのジョン・ジェレミア・ゴス（-Jeremiah-）の世話でロンドンへと向かう。このおじはアルト歌手で、チャペル・ロイヤル、セント・ポール大聖堂、ウェストミンスター寺院の聖歌隊で歌っていた人物であった。ゴス少年はチャペル・ロイヤルの少年合唱団の一員となった。当時の教会の合唱指導者は、後にアメリカ合衆国国歌となった楽曲「天国のアナクレオンへ」を作曲したことで知られるジョン・スタフォード・スミスであった。教育者としてのスミスは、音楽の指導内容の幅が狭く、かつ厳しい教義を持つ人物だった。彼はチャペル・ロイヤルの合唱隊が学ぶべきことは歌唱であって演奏ではないという理由で、ゴスが持っていたヘンデルのオルガン協奏曲の楽譜を没収した。ゴスは後にこう回想している。
私の記憶に誤りがなければ、水曜日から土曜日の12時半から2時までの間が「筆記教室 Writing Master」の時間だった。その時間を除いて我々10人が読み書き、算数、そしてわずかな英文法を学ぶ時間は取れなかった。楽器演奏や通奏低音に関しては、我々は自学自習で学んでいったのだ！
1816年に声変わりを迎えると、ゴスは聖歌隊を離れておじの元で暮らすようになる。おじは教師としてもよく知られており、当時は後にウェストミンスター寺院のオルガニストとなるジェームズ・タールを教えていた。しかしながら、ゴスはセント・ポール大聖堂のオルガニストをしていたトーマス・アトウッドに弟子入りする。頑固で厳格なスミスとは異なり、かつてはモーツァルトの弟子であったアトウッドは広い共感と親切な気質を持った人物だった。メンデルスゾーンは彼のことを「親愛なるアトウッド老師」と呼んでいた。ゴスはアトウッドに付き従うようになり、彼の下で作曲や管弦楽法の技術を習得した。
はじめはオルガニストの職を得ることができなかったゴスは、オペラ興行社の合唱隊に加わって資金を稼いだ。ヘンリー・ローリー・ビショップの指揮の下、彼は1817年4月にキングズ・シアター行われた「ドン・ジョヴァンニ」のイギリス初演の舞台に上がっている。この時の演奏は「ビショップの指揮によって下手にいじくり回されたもの」だった。
ゴスの初期作品には、小オーケストラ（弦楽合奏、フルート、オーボエ、クラリネット、ホルン2）と3人の歌手のための「Negro Song」（1819年）がある。他にはゴスがウォルター・スコットの詩に作曲し、婚約者のルーシー・エマ・ナード（Lucy Emma Nerd 1800年-1895年）に捧げたロマンティックな歌曲「Wert thou like me」がある。

### オルガニスト、教育者として

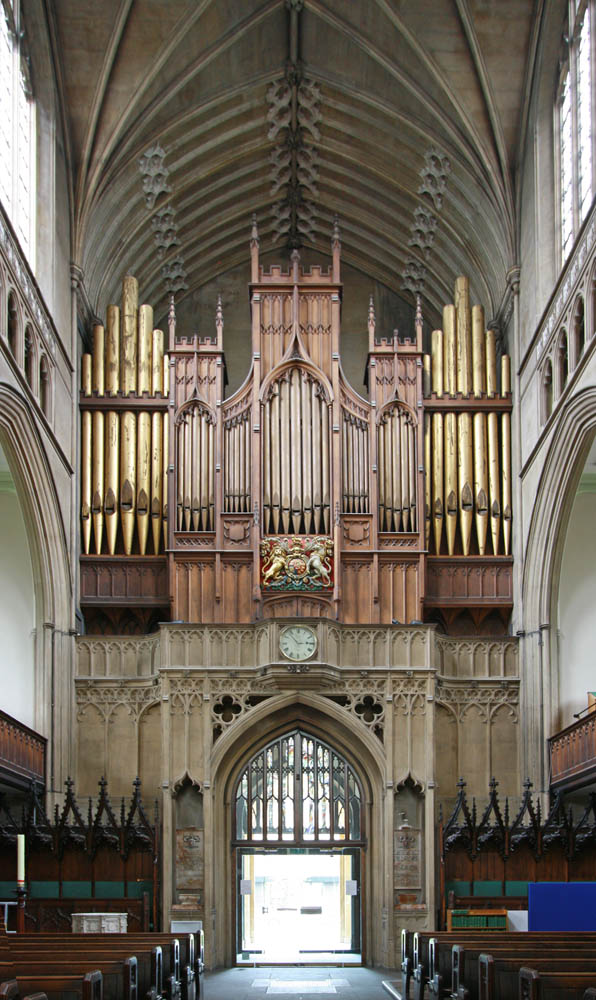
チェルシー、セント・ルーク教会内部

1821年に婚約者と結婚したゴスは、南ロンドンのストックウェル・チャペル（Stockwell）のオルガニストとして任用される。ここで4年間務めた彼は、競争を勝ち抜いて1824年12月にこれよりずっと地位の高いチェルシーのセント・ルーク教会の職を射止めた。この教会での年収は100ポンドで、これは2009年の貨幣価値に換算すると8万ポンドを超える額であった。
ゴスはこの時期に少数の管弦楽曲を書いている。1824年頃作曲のヘ短調と変ホ長調の2つの序曲は、1827年に初演、出版されてかなりの成功を収めた。ジョン・ベイニムのメロドラマ「The Serjeant's Wife」への付随音楽は、1827年7月24日にロイヤル・オペラ・ハウスで上演された。オブザーバー紙による作曲者に対する唯一の論評は「ゴス氏による音楽は、毒にも薬にもならないものだった。」であった。これ以降、ゴスは管弦楽曲を作曲するのを避けるようになり、1833年にロイヤル・フィルハーモニック協会からオーケストラ作品の依頼が舞い込んだ際もこれを断ってしまった。作曲家としては、ゴスは声楽曲で知られるようになっていく。彼の歌曲やグリーへの作品もよく演奏され、音楽雑誌では高い評価を得ていた。
1827年、ゴスはチェルシーのオルガン奏者を続けながら王立音楽アカデミーの和声の教授に就任し、1874年までこのポストにとどまった。この47年間の教員生活の中で面倒見た学生にはアーサー・サリヴァン、フレデリック・コーウェン、フレデリック・ブリッジらがいる。彼の伝記作家であるジュディス・ブレッツァード（Judith Blezzard）は、ゴスの人物像について以下のように記している。「有能かつ労を惜しまない教員で、かつ趣味が良く技巧が達者なオルガン奏者として、まだ比較的未熟だったこの楽器から素晴らしい効果を生み出した。」
1833年、ゴスはオリジナルの宗教的声楽曲の最優秀作品を争うグレシャム・メダル賞（Gresham）に、自作のアンセム「Have mercy upon me, O God」で応募した。彼の作品は、サミュエル・セバスチャン・ウェスレーの「The Wilderness」を破って賞を獲得した。ゴスはこのアンセムをかつての師であるトーマス・アトウッドに捧げ、曲は1834年6月にマンションハウスに演奏された。1833年のゴスの他の主要作品は、教本「和声と通奏低音の基礎 An Introduction to Harmony and Thorough-Bass」である。この教本は広く使用されるようになり、第14版まで版を重ねた。

### セント・ポール大聖堂での働き

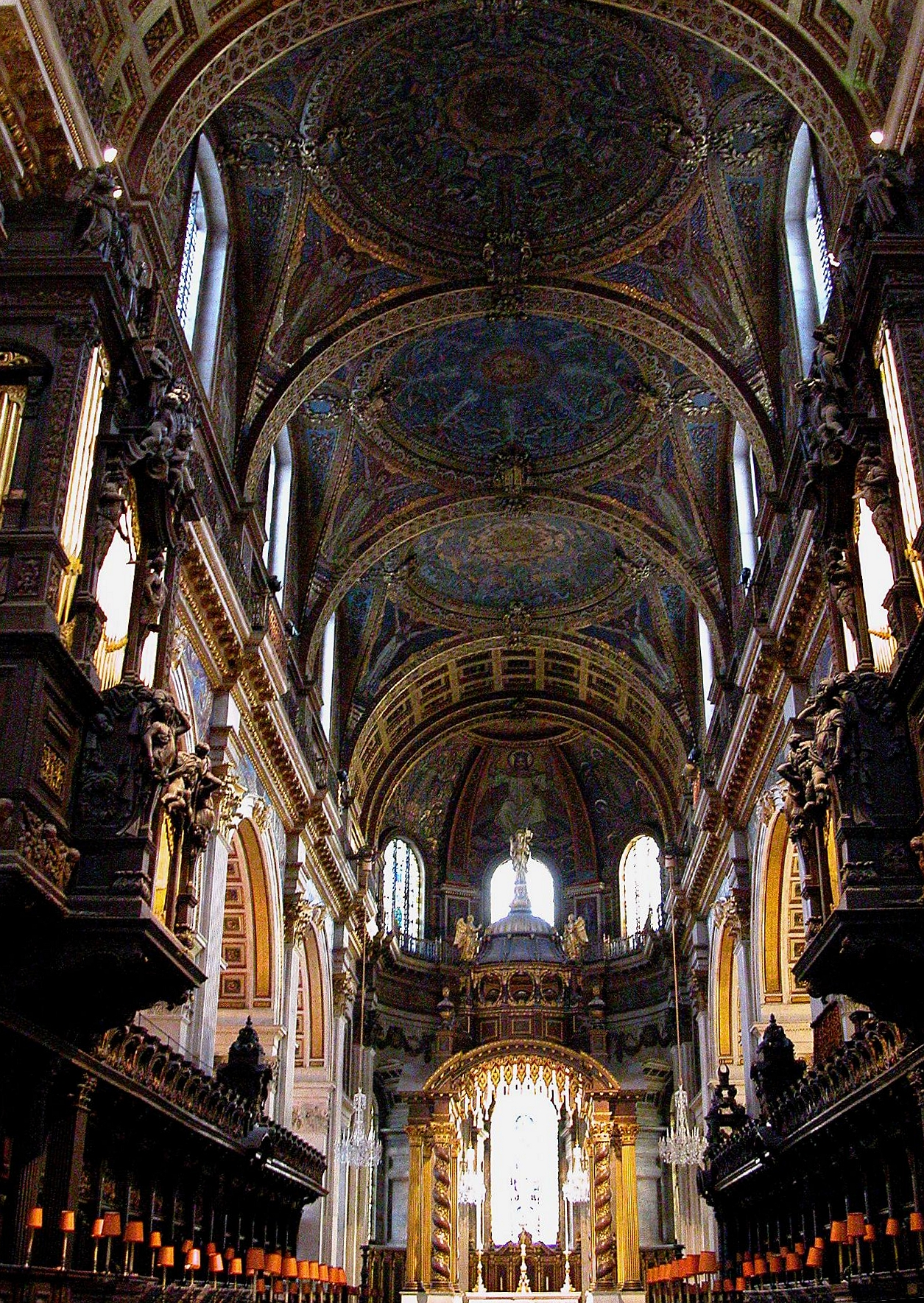
セント・ポール大聖堂内部の装飾

1838年にアトウッドがこの世を去ると、ゴスは彼の跡を継いでセント・ポール大聖堂のオルガニストとなることを希望した。彼は大聖堂の司教座聖堂参事会員であった神父シドニー・スミスに助言を求めたが、神父は彼に年間の給与がたった34ポンドになると言ってからかった。家族を支えなければならないゴスは、この職に応募することは出来ないかもしれないと返事をした。しかし、その後スミスはオルガニスト職がいくつか副収入を得られることに気が付き、これによってゴスに再考の余地が生じた。そうして彼はこの職務を任ぜられることになったが、すぐさま彼はオルガニストが単にオルガンを弾くために雇われるのであって、大聖堂における他の音楽的要素に与える影響はわずかしかないということを悟った。音楽を取り仕切っていたのは後唱者のベックウィズ（Beckwith）参事会員であったが、彼は児童合唱の指導に当たっていた慈善係のホーズ（Hawes）参事会員と不仲であったのだ。加えて、大聖堂の重役達は音楽水準の引き上げに興味を持っていなかった。シドニー・スミスの見方が典型的である。「そこで祈りさえできれば（中略）我々の音楽としては十分であり、歌唱というものは非常に従属的な考慮に値するのみである。」スミスの同僚たちにはどちらの考えに対しても無頓着な者もおり、若い僧侶が不在となることで職務が放棄されて、礼拝を行えないといった事態が頻繁に生じていた。
ゴスは信心深さと優しい性格が特徴的な人物だった。彼の弟子のジョン・ステイナーはこう記している。「ゴスと関わりを持った者であれば誰の目にも、彼が宗教的な生活を送っているということ明らかだった。また、大衆にとっても彼の宗教曲が訴えかける日頃の効果が、その事実の証明となったのである。」彼の温和さは、厄介な歌手たちを相手に取り組もうとする際には不利な要素だった。テノールとバスの面々は生涯にわたる在職権を有しており、新たな音楽を学ぶことに興味を持たなかったため、ゴスは彼らの怠慢さに対してなす術がなかった。伝記作家のジェレミー・ディブルはこう記した。「1842年作曲の（ゴスの）よく出来たアンセム『Blessed is the man』に対して向けられた敵意によって、彼の自信はすっかり失われてしまい、彼はそれ以上アンセムを書けなくなってしまった。1852年に初代ウェリントン公爵の国葬が行われるにあたって依頼を受け、やっと2曲のアンセムを書くことができたのである。」
ウェリントン公の葬儀の際に少年合唱団に所属していたステイナーは、後にリハーサルにおいてゴスの音楽が発揮した力について回想している。「最後の数小節のピアニッシモの音が聞こえなくなると、しばし深い静寂が訪れ、全ての者は心の奥底からその真なる信仰精神に打ち震えたのだった。そして徐々に会場のあらゆる方面から、作曲者への最大級の祝福が沸き起こった。その大きな誠意と敬意の込もったものは、もやは『拍手』と呼べるようなものではなかった。」ステイナーは日頃、さほど師を敬っていたわけではなかった。後年、彼はサリヴァンと2人で笑いをこらえきれなかった事件の話を思い出している。ある時、礼拝中にゴスがうわの空でオルガンのペダルを跨いで歩こうとして「雷鳴のような轟音を出してしまい、礼拝に集まった人々が怯えて説法が一時中断してしまっているのに、やっと気付いたのだ。」

### 晩年
1861年、セント・ポール大聖堂に新しいオルガンを設置するための基金を立ち上げるべく、ゴスはヘンデルの「メサイア」の公演を企画、指揮台に立った。これは大聖堂で行われた最初のオラトリオの公演となった。ヴィクトリア朝時代の様式に沿って、演奏は600人の出演者による大きな規模で行われた。
1870年代初頭になって、ゴスは体調を崩しがちになっていった。1872年までに引退を決意した彼にとって大聖堂での最終公演となったのは、同年2月に行われたウェールズ公の大病からの快復に感謝を捧げる礼拝であった。この礼拝のために彼は「テ・デウム」への作曲を行うとともに、アンセム「The Lord is my strength」を作曲した。翌月、彼は大聖堂の職をかつての弟子であるステイナーに譲り渡した。
ゴスは南ロンドンのブリクストンの自宅で、79年の生涯を終えた。彼を弔う礼拝はセント・ポール大聖堂で執り行われ、彼はケンサル・グリーン墓地に埋葬された。

### 名誉と記憶
ゴスは退職後すぐ、サリヴァンと同時にナイトに叙された。1876年にはケンブリッジ大学から名誉音楽博士を授与されている。
セント・ポール大聖堂には1886年にゴス記念する碑が建立された。上部にヘイモ・ソーニクロフトによるローレリーフがあしらわれ、大聖堂でのゴスの葬送礼拝で歌われた彼のアンセム「If we believe」の出だしが掘り込まれている。ゴスの死から100年経ち、フェアハム協会は彼のかつての住居にブルー・プラークを掲げた。

## 作品
ニューグローヴ世界音楽大事典において、W.H.ハスク（Husk）とブルース・カー（Bruce Carr）はゴスに関してこう記述している。「心地よい声楽作品として、ゴスのグリーは長らく人気を勝ち得ていた。教会音楽の作曲家としての彼の名声はその後から高まったものである。彼のアンセムの大部分は1850年以降に書かれたもので、詩に対して優美で注意深くしつらえられた音楽は称賛の的となった。」彼らは同時代の人物の言葉を引いており、それによるとゴスの音楽は「常に声に合わせて旋律豊かに美しく書かれており、ある種の素朴で自然な魅力を備えた、堅牢さと優美さの融合は注目に値する。」オックスフォード英国人名辞典の中で、ジュディス・ブレッツァードはこう書いた。
ゴスはヴィクトリア朝時代の教会音楽の作曲家の中でも、最も重要な人物の1人であった。彼の書いたアンセムや礼拝音楽はフレーズが柔軟で、詩に対して細やかな注意が払われており、調和と均衡の感覚に優れていたことが特筆される。（中略）1852年にウェリントン公爵の葬儀のために書かれたアンセム「If we believe that Jesus died」は、深い印象を残した。彼は1854年には、聖職者の息子の祭典のためにアンセム「Praise the Lord, o my soul」を制作している。（中略）「The Wilderness」（1861年）、「O taste and see」（1863年）、「O saviour of the world」（1869年）などの彼のアンセムには、イングランドの教会音楽の中で控え目ながらも変わらぬ位置を占め続けている楽曲もある。
ブレッツァードは、ゴスが主に2つの非常に有名な讃美歌によって記憶されている、と付け加えている。「Praise my soul the King of Heaven」（1869年）と「See, amid the winter's snow」（1871年）である。
1890年の英国人名辞典では、フラー・メイトランドがこう記した。「ゴスの最良の作品は非常に優美かつ甘美であることが特徴的だが、それは確固たる理論と対位法の研究を下地としている。この幸福な組み合わせの少なくともある部分は、アトウッドを通じてモーツァルトからもたらされたものではないかと想像せずにはおれない。ゴスは、ほとんど教会音楽だけに限定して作曲を行ったイギリスの傑出した作曲家の系譜の中で、最後となる人物である。」メイトランドは、ゴスの作品の中でも特にグリー作品「Ossian's Hymn to the Sun」、アンセム「The Wilderness」、「O taste and see」、「O Saviour of the World」を抜き出して称賛している。

### 出版物
- Parochial Psalmody （ロンドン、1826年）
- The Piano Forte Student's Catechism （ロンドン、1830年）
- An Introduction to Harmony and Thorough-Bass （ロンドン、1833年）
- The Monthly Sacred Minstrel （ロンドン、1833年-1835年頃）
- Chants, Ancient and Modern （ロンドン、1841年）
- Cathedral Services Ancient and Modern （ジェームズ・タールと共著）（全2巻、1846年）
- The Church Psalter and Hymnbook （ウィリアム・マーサーと共著）（ロンドン、1855年）
- The Organist's Companion （ロンドン、1864年）

### 楽譜
- ジョン・ゴスの楽譜 - 国際楽譜ライブラリープロジェクト
- ジョン・ゴス作曲の楽譜 - Choral Public Domain Library (ChoralWiki)
- 無料楽譜（ミュートピアプロジェクト）

### 音楽ファイル
- 録音 guildmusic.com
- hymnswithoutwords.comからの無料ダウンロード